# Branišov
Branišov település Csehországban, a České Budějovice-i járásban. Branišov Litvínovice, Dubné, Čejkovice és České Budějovice településekkel határos. Lakosainak száma 279 fő (2024. január 1.).

## Népesség
A település lakosságának változását az alábbi diagram mutatja:
| Lakosok száma | 278  | 262  | 205  | 175  | 154  | 158  | 221  | 241  | 275  | 279  |
|               | 1869 | 1890 | 1921 | 1950 | 1980 | 2001 | 2017 | 2019 | 2022 | 2024 |